# Lilium 'Cassandra'
Lilium 'Cassandra' — сорт лилий из группы Восточные гибриды (англ. Oriental Group).
Происхождение не раскрыто.

## Биологическое описание
Высота растений 150 см, по другим данным: 90—120 см.
Стебли бледно—зелёные, с 9 цветками.
Листья зелёные 150×30 мм.
Цветки около 235 мм диаметром, стерильные, белые с жёлто-зелёными центральными жилками на нижней 1\2 части лепестков и желтовато-зеленым горлом, цветки желтовато-белые, центральное ребро бледно жёлто-зелёное, со светлым пурпурно-розовым оттенком в основании; немного желтовато-серовато-белых папиллом на нижней половине лепестков.
Лепестки 115×55 мм, слегка волнистые, сильно загнутые.
Диаметр цветка 151—300 мм.
Цветение в середине лета.
Аромат сильный, приятный.

## В культуре
Lilium 'Cassandra' используется, как декоративное садовое растение, а также для срезки.
Выдерживает зимние понижения температуры до −34.4 °C.
Почва: рыхлая, кислая и богатая перегноем.
Местоположение: хорошо освещенные солнцем участки, с тенью в прикорневой области.
Посадка может осуществляться весной, а также в августе—сентябре. Пересадка осуществляется один раз в три года.
Расстояние между растениями 22—30 см. Глубина посадки — 15 см. Поздней осенью, после промерзания поверхности земли, растения желательно укрывать листьями или перепревшим торфом слоем 15—20 см.
Минеральные или органические удобрения рекомендуется вносить весной, когда побеги достигнут высоты 10—15 см.